# 19.ª Divisão de Granadeiros (Alemanha)
A 19ª Divisão de Granadeiros (em alemão:19. Grenadier-Division) foi uma unidade militar que serviu no Exército alemão durante a Segunda Guerra Mundial. Foi renomeada para 19. Volksgrenadier Division no dia 9 de outubro de 1944, permanecendo com esta designação até o final da guerra.

## Comandantes
| Comandante                             | Data                                          |
| 19ª Divisão de Granadeiros             | 19ª Divisão de Granadeiros                    |
| -------------------------------------- | --------------------------------------------- |
| Generalleutnant Otto Elfeldt           | ? de agosto de 1944 - ? de agosto de 1944     |
| Generalleutnant Walter Wißmath         | ? de agosto de 1944 - 9 de outubro de 1944    |
| 19. Volksgrenadier-Division            |                                               |
| Generalleutnant Walter Wißmath         | 9 de outubro de 1944 - ? de fevereiro de 1945 |
| Generalmajor Karl Britzelmayr          | 23 de novembro de 1944 - 19 de março de 1945  |
| Oberstleutnant i.G. Heinz Querengässer | 20 de março de 1945                           |
| Generalmajor Karl Britzelmayr          | 21 de março de 1945 - 30 de abril de 1945     |

## Área de operações
| Dinamarca       | agosto de 1944 - setembro de 1944  |
| França          | setembro de 1944 - janeiro de 1945 |
| Sul da Alemanha | janeiro de 1945 - maio de 1945     |